# Christian Craig
Christian Craig   (San Diego, 19 de juliol de 1991) és un pilot professional de motocròs nord-americà que competeix als Campionats AMA des del 2009. A data del 2023 n'havia guanyat un títol de supercross, concretament el de 250cc de la Regió Oest de 2022. Des d'octubre del 2022 corre amb l'equip Rockstar Energy Husqvarna a la classe dels 450cc.
El seu pare, Mike "Stingray" Craig, és també pilot de motocròs. Christian està casat amb la Paige, coneguda Tiktoker i YouTuber, amb qui ha tingut tres fills. Actualment, els Craig viuen a Tallahassee (Florida).

## Resultats per any als campionats AMA

### 2021-Actualitat
A 1 de setembre de 2024
(Llegenda)
| Any Campionat | Rda 1 | Rda 2 | Rda 3 | Rda 4 | Rda 5 | Rda 6 | Rda 7 | Rda 8 | Rda 9 | Rda 10 | Rda 11 | Rda 12 | Rda 13 | Rda 14 | Rda 15 | Rda 16 | Rda 17 | Posició mitjana | % Podis | Posició |
| ------------- | ----- | ----- | ----- | ----- | ----- | ----- | ----- | ----- | ----- | ------ | ------ | ------ | ------ | ------ | ------ | ------ | ------ | --------------- | ------- | ------- |
| 2021 250 SX-E | 1     | 3     | 2     | 5     | 2     | 1     | 3     | -     | -     | -      | -      | -      | -      | -      | -      | DNS    | DNS    | 2,42            | 86%     | 4t      |
| 2022 SX-W     | 1     | 1     | 3     | 1     | 2     | 1     | -     | -     | -     | -      | -      | 2      | -      | 2      | -      | 3      | 8      | 2,40            | 90%     | 1r      |
| 2022 450 MX   | 3     | 5     | 12    | 8     | 8     | 5     | 4     | 5     | 10    | 6      | 5      | 4      | -      | -      | -      | -      | -      | 6,25            | 8%      | 5è      |
| 2023 450 SX   | 13    | 7     | 11    | 11    | 11    | 10    | 8     | 10    | 7     | 6      | 9      | DNS    | OUT    | OUT    | OUT    | OUT    | OUT    | 9,36            | 0%      | 12è     |
| 2024 450 SX   | DNF   | 14    | 20    | 14    | 13    | 12    | OUT   | OUT   | OUT   | OUT    | OUT    | OUT    | OUT    | OUT    | OUT    | OUT    | OUT    | 16,60           | 0%      | 23è     |
| 2024 450 MX   | 15    | 10    | 10    | 18    | 14    | 10    | 7     | 9     | 8     | 6      | 8      | -      | -      | -      | -      | -      | -      | 10,45           | 0%      | 8è      |